# Кли Елум (Вашингтон)
Кли Елум (енгл. Cle Elum) град је у америчкој савезној држави Вашингтон. По попису становништва из 2010. у њему је живело 1.872 становника.

## Демографија
Према попису становништва из 2010. у граду је живело 1.872 становника, што је 117 (6,7%) становника више него 2000. године.
| Група             | 2000.         | 2010.         |
| Белци             | 1.631 (92,9%) | 1.658 (88,6%) |
| Афроамериканци    | 9 (0,5%)      | 8 (0,4%)      |
| Азијати           | 10 (0,6%)     | 19 (1,0%)     |
| Хиспаноамериканци | 59 (3,4%)     | 108 (5,8%)    |
| Укупно            | 1.755         | 1.872         |